# Saruhan de Magnesia

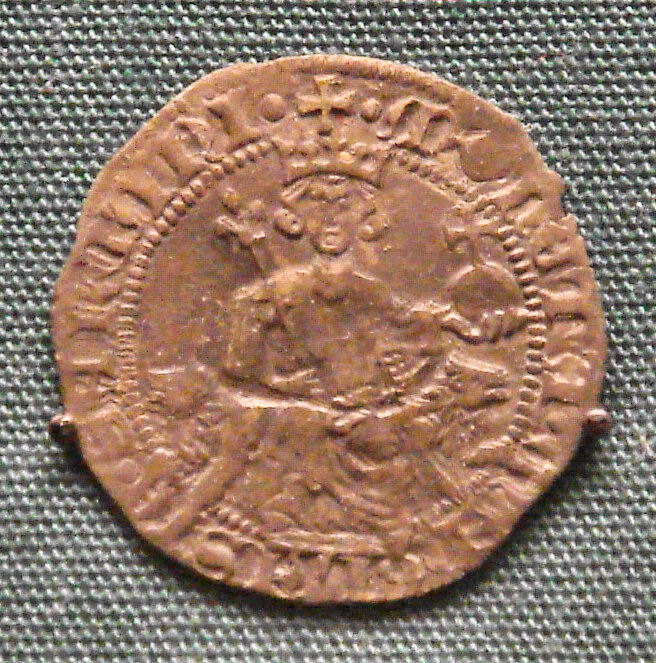
Gigliato de plata de Saruhan Beg bin Alpagi, 1313-1348.

Saruhan bin Alpagi (1300/1301-1345/1346) fue un bey turco de Magnesia (actual Manisa, Turquía).
Saruhan fue un emir turco que es recordado por su conquista de la península de Anatolia. En 1313, ocupó Tiatira (actual Akhisar, provincia de Manisa), y luego dejó su nombre «Saruhan» a las regiones que había ocupado, convirtiéndose en un gobernante independiente y transmitiendo la región a sus descendientes.
En un momento en 1336, Saruhan formó una alianza con el emperador bizantino Andrónico III Paleólogo, y lo apoyó militarmente en dos asedios contra los genoveses, en Mitilene y Focea. Sin embargo en 1341 atacó Constantinopla con una flota, pero fue rechazado alrededor del Quersoneso en 1341.